# 대진부
《대진부》(중국어 간체자: 大秦赋, 정체자: 大秦賦, 한어 병음: Dà qín fù, 월병: 다친푸, 영어: Qin Dynasty Epic 친 다이너스티 에픽[*])는 2020년 방송되었던 중국의 드라마이다.
대진제국 시리즈의 제4작이자 마지막 시리즈로 1부인 대진제국지열변이 진효공, 2부인 대진제국지종횡이 혜문왕, 3부인 대진제국지굴기는 소양왕 시기를 다루었다면, 4부인 대진부(대진제국천하)는 진시황의 천하통일 과정을 다루고 있다. 그 이후의 이야기는 초한대전으로 이어진다.

## 소개
전국시대 후기, 강력한 진나라를 이룩한 소양왕의 사후, 뒤를 이은 효문왕마저 붕어하면서, 진나라 조정은 적서의 논쟁에 휩싸인다. 대부호 여불위가 조나라에 인질로 가있던 영이인을 효문왕의 정실인 화양부인의 양자로 들여 적자로 내세웠고, 장공자 영혜가 함양을 떠나면서 적서 논쟁은 끝난다. 진나라가 천하를 평정하기 위한 마지막 걸림돌인 조나라와의 결전을 앞두고, 여전히 조나라에 남아 있던 영이인의 아들 조희는 아들을 위해 여불위와 손잡고 화양부인을 앞세운 초나라 세력과 싸우고, 결국 영정은 동생 성교를 누르고 왕위에 오를 발판을 마련한다. 그러나 조희의 남첩인 노애는 조희와의 사이에서 자식까지 낳자 자신의 자식에게 왕위를 물려주려고 반란을 일으키고, 결국 영정은 노애, 조희, 여불위를 모두 정리하는데...

## 등장 인물

### 주요인물
- 장로일 - 진 시황제 영정 역
- 단혁굉 - 여불위 역
- 이내문 - 이사 역
- 주주 - 조희 역
- 신백청 - 진 장양왕 영이인(영자초) 역
- 우쥔메이 - 화양부인 역
- 엽항명 - 노애 역

### 진나라
- 미상 - 태자 안국군 영주 효문왕 역
- 미상 - 영이인의 스승 신월 역
- 미상 - 백부장 이부 역
- 미상 - 왕흘 역 (진나라 장수)
- 유용지 - 왕전 역
- 주철 - 영혜 역
- 미상 - 영혜의 스승 사창 역
- 미상 - 번어기 역
- 미상 - 정화 역 (상방부 가재)
- 미상 - 양천군 미신 역
- 미상 - 한양 익덕거 주루 역
- 금성우 - 몽오 상장군 역
- 미상 - 한예 역 (장양왕 둘째 부인, 한왕의 딸)
- 미상 - 장안군 영성교 역(장양왕 둘째아들, 영정 동생)
- 미상 - 하희부인 역 (장양왕 친어머니)
- 미상 - 몽염 역 (몽무의 아들)
- 미상 - 몽의 역 (몽무의 둘째아들)
- 미상 - 몽무 역 (몽오의 아들)
- 미상 - 동아 역
- 미상 - 중랑 백상 역
- 미상 - 포공 상장군 역
- 미상 - 상경 요고 역
- 미상 - 목가 역
- 미상 - 감라 역 (전임 승상 감무 손자)
- 미상 - 위무군 영승 역
- 미상 - 위남군 역
- 미상 - 중천군 역
- 미상 - 환의 장수 -> 상장군 역
- 미상 - 양단화 장수 역
- 미상 - 강외 장수 역
- 미상 - 왕전 장군 역
- 미상 - 신승 역
- 미상 - 여휘 역 (여불위의 아들)
- 미상 - 창평군 미계 역 (미신 조카)
- 미상 - 창문군 미전 역 (미신 조카)
- 미상 - 왕분 역 (왕전의 아들)
- 미상 - 사공마 역 (여불위의 문객)

### 주나라
- 미상 - 서군 역
- 미상 - 천자 난왕 희연 역
- 미상 - 동군 역

### 제나라
- 미상 - 순자 선생 역
- 미상 - 이추 공주 역(영정 후궁)

### 초나라
- 미상 - 승상 춘신군 황헐 역 (연합장)
- 미상 - 고열왕 완 역
- 미상 - 항연 장수 역
- 미상 - 모수 역 (초나라 신하)
- 미상 - 경함 공자 역
- 미상 - 미인 역 (미신 조카)
- 미상 - 미진 역
- 미상 - 미화 역 (미계의 딸, 영정 후궁)
- 미상 - 굴붕 역 (초나라 신하)
- 미상 - 소략 역 (초나라 신하)
- 미상 - 영성 역

### 위나라
- 미상 - 신릉군 위무기 역
- 미상 - 위점 역
- 미상 - 경민왕 증 역
- 미상 - 용양군 역

### 연나라
- 미상 - 연왕 희 역
- 미상 - 승상 율복 역
- 미상 - 태부 국무 역
- 미상 - 극신 장수 역
- 미상 - 태자 단 역

### 조나라
- 미상 - 효성왕 조단 역
- 미상 - 승상 평원군 조승 역
- 미상 - 밀정 막필 역
- 미상 - 태자 조일 역
- 미상 - 도양왕 조언 역
- 류관린 - 곽개 역
- 미상 - 염파 장군 역
- 미상 - 모수 역(신하)
- 미상 - 도양왕 부인 역
- 미상 - 조천 역(도양왕 아들)
- 미상 - 방난 장수 역(총사령관)

### 한나라
- 미상 - 환혜왕 연 역
- 미상 - 한비 역
- 미상 - 한안 역
- 미상 - 승상 장평 역
- 미상 - 정국 역
- 미상 - 한운 공자 역

### 그외 인물
- 미상 - 정의 역
- 미상 - 동주 사신 역
- 미상 - 왕관 역
- 미상 - 부소 역

## 같이 보기
- 초한대전
- 호란전
- 초한전기
- 사마의 : 미완의 책사